# 巴佐什莱加勒朗德
巴佐什莱加勒朗德（法語：Bazoches-les-Gallerandes，法語發音：[bazɔʃ le ɡalʁɑ̃d]）是法国卢瓦雷省的一个市镇，位于该省北部偏西，属于皮蒂维耶区。

## 地理
巴佐什莱加勒朗德（48°9'45"N, 2°2'35"E）面积36.73 平方千米，位于法国中央-卢瓦尔河谷大区卢瓦雷省，该省份为法国中北部省份，北起埃松省，西北接厄尔-卢瓦省，西南接卢瓦-谢尔省，南至涅夫勒省和谢尔省，东临约讷省，东北接塞纳-马恩省。
与巴佐什莱加勒朗德接壤的市镇（或旧市镇、城区）包括：博斯地区格勒讷维尔、阿谢尔勒马谢、阿特赖、沙蒂永勒鲁瓦、绍西、克罗特昂皮蒂沃赖、皮蒂韦赖地区茹伊、瓦松、乌塔维尔。
巴佐什莱加勒朗德的时区为UTC+01:00、UTC+02:00（夏令时）。

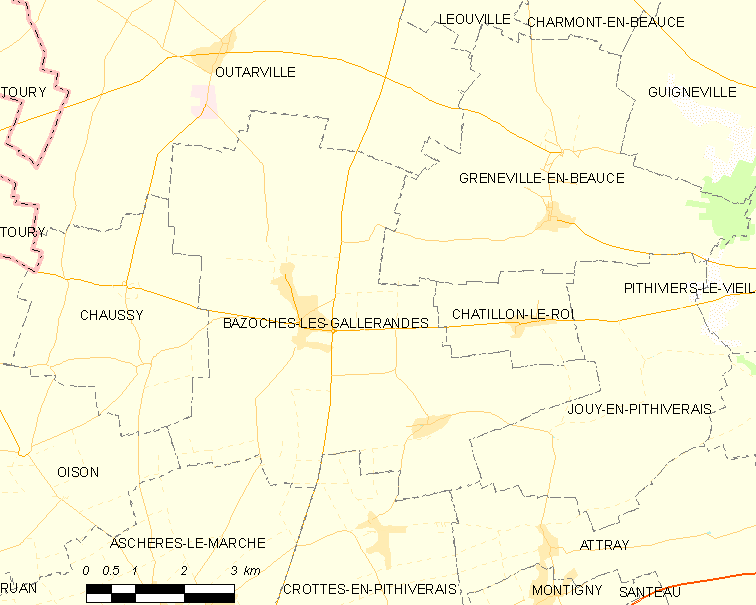
巴佐什莱加勒朗德的OSM定位图

## 行政
巴佐什莱加勒朗德的邮政编码为45480，INSEE市镇编码为45025。

## 政治
巴佐什莱加勒朗德所属的省级选区为皮蒂维耶县。

## 人口

1962-2008年间巴佐什莱加勒朗德人口变化图示

巴佐什莱加勒朗德于2022年1月1日时的人口数量为1482人。